# Simlish
Simlish, även simliska eller simska, är ett fiktivt språk som talas i Maxis olika Sim-spel. Språket gjordes först till SimCopter, och har efter det utvecklats i större utsträckning för The Sims, The Sims 2, The Sims 3 och The Sims 4. Simlish kan även påträffas i SimCity 4 och i Firaxis spel Sid Meier's SimGolf. Skaparen Will Wright ville ha ett eget språk för karaktärerna som skulle resonera med människor men samtidigt inte göra något meningsfullt som kunde betyda något för spelets narrativ.
Utvecklarna till The Sims skapade till en början det unika simspråket simlish genom att experimentera med ukrainska och navajo. Efter att ha experimenterat med flera språk men inte blivit nöjda provade röstskådespelaren Stehen Kearin att göra ett improviserat svammel av engelska som Wright tyckte lät bättre.
Trots att språket är helt improviserat finns det en del hörbara ord och fraser. Röstskådespeleriet står bland annat komikerna Gerri Lawlor, Marc Gimbel och Stephen Kearin för.
Om man installerar expansionen The Sims: Makin' Magic före något annat expansionspaket blir simmarnas språk och tal något annorlunda. Även i konsolspelet The Sims: Bustin' Out använder simmarna en annan vokabulär, där exempelvis ordet "babyar" används istället för det traditionella "nooboo" som representerar termen "bebis".

## Musik
Simmarna kan lyssna på Simlish-musik på bergsprängare eller stereor. I The Sims: Hot Date kan de höra musik från vägghögtalarna på City-tomterna.
I The Sims: House Party kan simmarna sjunga sånger vid lägerelden. Dessa är kända låtar som "She'll Be Coming 'Round the Mountain", "Michael, Row Your Boat Ashore" och "On Top of Old Smokey" där låttexterna har gjorts om till simlish. Texterna till dessa låtar fanns tillgängliga på den officiella hemsidan för The Sims.

### Artister
I The Sims 2:s expansionspaket The Sims 2: Studentliv och The Sims 2: Nattliv ville utvecklarna, istället för att skapa unik simlish-musik, ta in artister utifrån som gjorde om redan existerande låtar till simlish. Dessa inkluderar artister såsom Dexter Freebish, Paramore, Abra Moore, Charlotte Martin, Da Riffs, The Daylights, The Perishers, Acceptance, Castaneda, Go Betty Go, Steadman, The Faders, Adam Freeland, DJ Hyper, Junkie XL, Lemon Jelly, MxPx, Timo Maas, Trivium och det kanadensiska alternativa rockbandet Barenaked Ladies.
Gruppen The Black Eyed Peas bidrog med att spela in simliska hiphoplåtar till The Urbz: Sims in the City.
Den brittiska synthpopgruppen Depeche Mode spelade in en simlish-version av deras singel Suffer Well till The Sims 2: Arbetsliv.
I The Sims 2: Djurliv spelade Pussycat Dolls om sin låt Don't Cha exklusivt för spelet. Med på övriga listan fanns bland annat svenska West End Girls och internationella storheter som The Flaming Lips och Hot Chip.
I "The Sims 2: Fritid" har den svenska musikgruppen I'm from Barcelona gjort en låt på simlish.